# Damir Kukuruzović
Damir Kukuruzović (* 20. August 1975; † 12. Dezember 2020 in Zagreb) war ein kroatischer Jazzgitarrist. Er war der bekannteste kroatische Vertreter des Gypsy-Jazz.

## Wirken
Kukuruzović, der aus Sisak stammte, war der Gründer der Damir Kukuruzović Django Group, mit der er mehrere Alben einspielte und international bei zahlreichen Jazzfestivals musizierte. Er trat auch mit Musikern wie Stochelo Rosenberg, Paulus Schäfer, Angelo Debarre, Raphaël Faÿs, Ludovic Beier, Wawau Adler, Yorgui Loeffler, Joscho Stephan, Vlatko Stefanovski und Robin Nolan auf. Mit Zoran Predin hatte er 2019 den Hit Zoran pjeva Arsena.
Kukuruzović war zudem der Gründer und Leiter des Siscia Jazz Club. Weiter war er Organisator des Siscia Open Jazz & Blues Festival und weiterer Jazzfestivals in Kroatien. 2011 wurde er mit dem Preis für den bekanntesten Akustik-Jazz-Gitarristen Kroatiens ausgezeichnet. 2013 wurde er für außergewöhnliche Gitarrenkenntnisse und die Förderung der kroatischen Jazzmusik in der Welt geehrt.
Im Wahlkampf zur Parlamentswahl 2011 unterstützte Kukuruzović die rechtsextreme Hrvatska stranka prava; bei der Wahl zum Stadtrat in Sisak trat er 2013 als Kandidat von deren Abspaltung Hrvatska stranka prava dr. Ante Starčević an.
Nach einer Erkrankung an COVID-19 starb er mehrere Wochen später in einem Krankenhaus in Zagreb.

## Diskographische Hinweise
- Damir Kukuruzović Gypsy Jazz Quintet Featuring Angelo Debarre, Loulou Djine, Zdenka Kovačiček: Green Hill Gypsy Swing (Menart 2009)
- Manouche (Menart 2011, mit Ludovic Beier, Yorgui Loeffler, Adrian B. Burns)
- Damir Kukuruzović Django Group & Wawau Adler Featuring Raphaël Faÿs, Vlatko Stefanovski, Zoran Predin: My Django Family (Menart 2014)
- Zoran Predin & Damir Kukuruzović Django Group: Zoran pjeva Arsena (Croatia Records 2019)